# Kurt Horwitz
Kurt Horwitz (* 21. Dezember 1897 in Neuruppin; † 14. Februar 1974 in München) war ein deutscher Schauspieler, Theaterregisseur und Theaterintendant.

## Leben
Er wuchs in Düsseldorf auf und erhielt ab 1919 Schauspielunterricht bei Ferdinand Gregori in Berlin. Im gleichen Jahr wechselte er nach München zu Otto Falckenberg an die Münchner Kammerspiele, wo er bis 1933 zum Ensemble gehörte.
In Falckenberg-Inszenierungen spielte er unter anderem Licht in Der zerbrochne Krug (1922), Tersites in Troilus und Cressida (1925), Claudius in Hamlet (1930, mit Ewald Balser in der Titelrolle), St. Just in Dantons Tod (1926), General Möllendorf in Neidhardt von Gneisenau (1926, nach Wolfgang Goetz), Dr. Schön in Lulu (1928), Kuckuck in Cyankali (1930), Ricaut in Minna von Barnhelm (1931), Mephisto in Urfaust (1931) sowie Mechelke in Die Ratten (1932). Er war auch in den Uraufführungen der Brecht-Stücke Trommeln in der Nacht (1922) und Leben Eduards des Zweiten von England (1924) zu sehen.
Unter der Regie von Hans Schweikart verkörperte er 1929 Mackie Messer in Brecht/Weills Die Dreigroschenoper, außerdem bot er eigene Inszenierungen und gastierte an der Berliner Volksbühne. Nach der Machtergreifung der Nationalsozialisten 1933 emigrierte Horwitz in die Schweiz.
Von 1933 bis 1938 und erneut von 1940 bis 1946 war er Schauspieler und Regisseur am Schauspielhaus Zürich, dazwischen wirkte er 1938 bis 1940 am Theater Basel. In der Schweiz sah man Horwitz als Titelfigur von Professor Mamlock  (1934), Julius Caesar und König Johann (beide 1941), Wallenstein (1943) sowie als Helmer in Nora oder ein Puppenheim und Jupiter in Die Fliegen (beide 1944). 1945 inszenierte er die Uraufführung von Max Frischs Nun singen sie wieder.
1946 wurde er Direktor des Stadttheaters Basel, 1950 kehrte er für drei Jahre als Schauspieler und Regisseur nach Zürich zurück. 1947 brachte er in Zürich Friedrich Dürrenmatts Es steht geschrieben zur Uraufführung. Neben zahlreichen sonstigen Inszenierungen führte er besonders oft bei Stücken Molières Regie, worin sein Freund Ernst Ginsberg stets die Hauptfigur verkörperte.
Ende 1952 berief man Horwitz zum Intendanten des Bayerischen Staatsschauspiels in München. 1953 berief Horwitz Hans-Reinhard Müller zu seinem persönlichen Mitarbeiter und 1954 zum stellvertretenden Intendanten. Bis August 1958 übte Horwitz dieses Amt aus und machte Fritz Kortner zu seinem Hauptregisseur, unter dem er 1956 die Titelfigur in Heinrich VI. spielte. Anschließend blieb er als Schauspieler und Regisseur ohne feste Bindung in München. 1959 erhielt er für seine Inszenierung von Der Menschenfeind die Kainz-Medaille. 1962 brachte er in Zürich erstmals Dürrenmatts Die Physiker auf die Bühne. Am 9. Mai 1961 erhielt er den Bayerischen Verdienstorden. 1975 wurde er mit dem Ehrenpreis des Schwabinger Kunstpreises ausgezeichnet.
Beim Film und Fernsehen sah man Horwitz nur in vergleichsweise wenig bedeutsamen Rollen.
Er wurde auf dem Münchner Nordfriedhof bestattet.

## Filmografie
| - 1922: Mysterien eines Frisiersalons - 1932: Die Herrgottsgrenadiere - 1932: Die verkaufte Braut - 1932: Peter Voß, der Millionendieb - 1932: Ein Mann mit Herz - 1932: Fürst Seppl - 1933: Was Frauen träumen - 1933: Muß man sich gleich scheiden lassen - 1954: Der letzte Sommer - 1954: Sauerbruch – Das war mein Leben - 1955: Die Heiratskomödie - 1955: Apoll von Bellac - 1957: Die Panne - 1957: Das große ABC - 1958: Die Alkestiade - 1959: Ruf ohne Echo | - 1959: Spiel im Schloß - 1961: Unerwartet verschied...(Regie) - 1965: Der seidene Schuh (Mehrteiler) - 1966: Italienische Nacht - 1966: Baumeister Solness - 1966: Portrait eines Helden - 1967: Das Attentat - L.D. Trotzki - 1968: Othello - 1968: Keine Angst vor der Hölle - 1969: Der Rückfall - 1970: Die 13 Monate - 1970: Der Papierblumenmörder (Serie Der Kommissar) - 1970: Mein Freund Harvey - 1971: Das provisorische Leben |

## Hörspiele
- 1954: Leonhard Frank: Die Ursache (Gerichtsvorsitzender) – Regie: Walter Ohm (Hörspiel – BR)
- 1959: Friedrich Schiller: Kabale und Liebe (Präsident) – Regie: Walter Knaus (Hörspiel – SDR)